# Charles Urbanus-toernooi 2006
Het honkbalevenement Charles Urbanus-toernooi vond in 2006 plaats van 7 april tot en met 9 april in het Nederlandse Bussum.

## Resultaten
| 7 april, 2006           |       |                         |
| Mr. Cocker HCAW         | 3 – 4 | Amsterdam Pirates       |
| 8 april, 2006           |       |                         |
| Amsterdam Pirates       | 2 – 1 | Konica Minolta Pioniers |
| Corendon Kinheim        | 6 - 1 | Mr. Cocker HCAW         |
| 9 april, 2006           |       |                         |
| Konica Minolta Pioniers | 1 – 7 | Corendon Kinheim        |
| Amsterdam Pirates       | 0 – 7 | Corendon Kinheim        |
| Mr. Cocker HCAW         | 2 – 0 | Konica Minolta Pioniers |

### Ranglijst
| Land                    | Ptn | Wed | W | V | DV | DT |     |
| ----------------------- | --- | --- | - | - | -- | -- | --- |
| Corendon Kinheim        | 6   | 3   | 3 | 0 | 20 | 2  | +18 |
| Amsterdam Pirates       | 4   | 3   | 2 | 1 | 6  | 11 | -5  |
| Mr. Cocker HCAW         | 2   | 3   | 1 | 2 | 6  | 10 | -4  |
| Konica Minolta Pioniers | 0   | 3   | 0 | 3 | 2  | 11 | -9  |

## Individuele prijzen
Beste werper: Patrick de Lange van Mr. Cocker HCAW
Beste slagman: Sidney de Jong van Mr. Cocker HCAW
MVP: Tyson Arishenkoff van Amsterdam Pirates